# Nepiothericles minimus
Nepiothericles minimus är en insektsart som beskrevs av Marius Descamps 1977. Nepiothericles minimus ingår i släktet Nepiothericles och familjen Thericleidae. Inga underarter finns listade i Catalogue of Life.